# Nướu
Nướu hay lợi (tiếng Latinh: Gingiva; plural: gingivae), bao gồm các mô niêm mạc bao bọc xương hàm dưới và xương hàm trên bên trong miệng. Sức khỏe và bệnh của nướu có thể gây ảnh hưởng đến sức khỏe tổng quát.

## Cấu trúc
Nướu là một phần của lớp mô mềm bao phủ trong miệng, nó bao quanh và giữ kín răng. So với các mô mềm bao quanh môi và má, hầu hết các mô nướu đều dính chặt vào khung xương bên dưới, giúp chúng chống lại sự ma sát của thức ăn. Nướu khỏe mạnh thường có màu hồng san hô, nhưng có thể chứa sắc tố melanin.
Những thay đổi về màu sắc, đặc biệt là ửng đỏ, kèm theo phù nề và dễ chảy máu biểu hiện tình trạng viêm mà nguyên nhân có thể là do sự tích tụ những mảng bám do vi khuẩn. Nhìn chung, dấu hiệu lâm sàng của các mô phản ánh cả về thể trạng lẫn bệnh tật. Khi các mô nướu không khỏe, nó có thể tạo ra nguy cơ gây bệnh nha chu phát triển vào các mô sâu hơn, dẫn đến giảm tuổi thọ của răng. Chuyên viên nha khoa sẽ cung cấp cho bệnh nhân cả hai phương pháp: điều trị bệnh nha chu và hướng dẫn chăm sóc răng miệng tại nhà, việc chăm sóc phục hồi sẽ dựa trên biểu hiện lâm sàng của các mô.

Sơ đồ nha chu. Mão răng được bao phủ bởi men răng (A). Ngà răng (B). Chân răng được bao bọc bởi xê măng. C, xương ổ rẳng. D, mô liên kết dưới biểu mô. E, biểu mô miệng. F, đường viền nướu. G, khe nướu. H, sợi nướu chính. I, các sợi bám từ mào xương ổ răng của dây chằng nha chu (PDL). J, các sợi ngang của PDL. K, các sợi xiên của PDL.

Trong giải phẫu, nướu được chia thành nướu rời, nướu dính và nướu kẽ răng.

### Nướu rời
Nướu rời hay nướu tự do là mép nướu bao quanh răng theo kiểu cổ áo và không dính vào răng. Trong khoảng 50% dân số, nướu rời được phân tách với nướu dính liền kề bằng một đường rãnh nông gọi là đường rãnh nướu rời.
Nướu rời có bề rộng khoảng từ 0.5 đến 2.0 mm tính từ đường viền nướu đến nướu dính. Nướu rời được cố định bởi những sợi nướu không có xương hỗ trợ. Đường viền nướu là phần ngoài cùng của nướu rời có thể dễ dàng nhìn thấy trên lâm sàng và vị trí của nó nên được ghi vào hồ sơ bệnh án.